# مراد علیان
مراد علیان (عربی: مراد عليان؛ زادهٔ ۷ دسامبر ۱۹۷۷) بازیکن فوتبال اهل فلسطین بود.
وی همچنین در تیم ملی فوتبال فلسطین بازی کرده است.